# Quinta do Conde
Quinta do Conde ist eine Gemeinde (Freguesia) im portugiesischen Kreis (Concelho) von Sesimbra. In ihr leben 4669 Einwohner (Stand 19. April 2021).

## Geschichte
Der Ursprung des Ortes liegt in einem Landgut (port. Quinta) des Grafen (port. Conde) Atouguia. Der Ortsname ist seit dem 18. Jahrhundert gebräuchlich. 
Das Landgut als Ursprung des heutigen Ortes geht zurück auf den ersten, 1224 dokumentierten Landerwerb des Lissabonner Klosters São Vicente de Fora im heutigen Gemeindegebiet. 1573 übernahm Álvaro Gonçalves de Ataíde aus dem Hause Atouguia die hiesigen Ländereien des Klosters, als Pachtgebiet. Der letzte Graf Atougia, Jerónimo de Ataíde, wurde der Mitschuld an Anschlägen auf den König bezichtigt und verurteilt. 1759 wurde er hingerichtet, und sein Besitz wurde von der Krone eingezogen. Die Quinta do Conde ging an das Kloster zurück. In der Folge der Liberalen Revolution 1822 wurden in Portugal kirchliche Orden aufgelöst und ihr Besitz verstaatlicht. Die Quinta do Conde wurde in dem Zusammenhang 1835 an den Likör- und Weinproduzenten José Maria da Fonseca veräußert.
Durch die zunehmende Ansiedlung von Industriebetrieben nach dem EFTA-Beitritt Portugals in den 1960er Jahren, und in Folge der Eröffnung der Ponte 25 de Abril (damals als Ponte Salazar) im Jahr 1966 begann die Einwohnerzahl auch im heutigen Gemeindegebiet zu wachsen. Nach der Nelkenrevolution im Jahr 1974 wurde dem im Ort aufgekommenen Wunsch, eine eigenständige Gemeinde zu bilden, mit ersten Anhörungen und Versammlungen Rechnung getragen. Eine Vorlage der Kommunistischen Partei Portugals im Parlament 1979 kam nicht zur Diskussion, bedingt durch die vorzeitige Auflösung des Parlamentes.

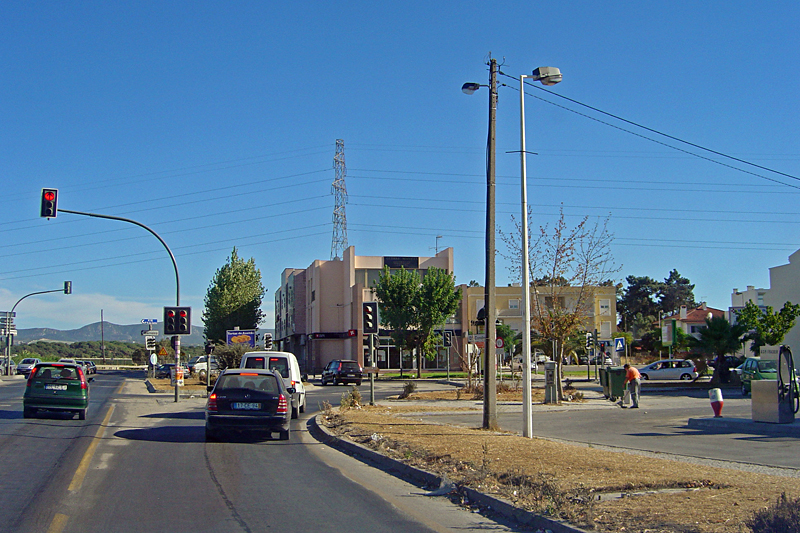
In der Gemeinde Quinta do Conde

Die Gemeinde wurde erst 1985 geschaffen. Die nahe zahlreicher Industriebetriebe gelegene Gemeinde verzeichnete in den 1980er und 1990er Jahren zeitweise das stärkste Bevölkerungswachstum aller Gemeinden in Portugal. 1995 wurde die Gemeinde zur Kleinstadt (Vila) erhoben.

## Verwaltung
Quinta do Conde ist Sitz einer gleichnamigen Gemeinde (Freguesia) im Kreis (Concelho) von Sesimbra.
Folgende Ortschaften liegen in der Gemeinde:
- Casal do Sapo
- Courelas da Brava
- Fontaínhas
- Quinta do Conde